# Misja Wiary Apostolskiej Południowej Afryki
Misja Wiary Apostolskiej Południowej Afryki (ang. Apostolic Faith Mission of South Africa, AFM) – denominacja chrześcijańska o charakterze zielonoświątkowym w Afryce Południowej.  
AFM to jedna z najstarszych wspólnot zielonoświątkowych w Republice Południowej Afryki. Bierze swój początek w przyjeździe (w maju 1908 roku) do RPA grupy pięciu misjonarzy z Indianapolis – Johna G. Lake’a z małżonką, Toma Hezmalhalcha z małżonką oraz A. Lehmana. Była to ich prywatna inicjatywa, nie sponsorowana przez ruch zielonoświątkowy w USA. Pierwsze formalne spotkanie AFM odbyło się we wrześniu 1908 roku, a sama organizacja została formalnie zarejestrowana w listopadzie 1913 roku. Ze względu na niechętny stosunek założycieli do hierarchii kościelnej, wybrano formę prawną spółki (unlimited company). Kościół bierze swoje początki w przebudzeniu przy Azusa Street oraz w naukach Andrew Murraya i w nauczaniu syjonistycznym Johna Alexandra Dowie.
Misja Wiary Apostolskiej Południowej Afryki jest członkiem South African Council of Churches (Południowoafrykańskiej Rady Kościołów).